# Friedländerska kyrkogården

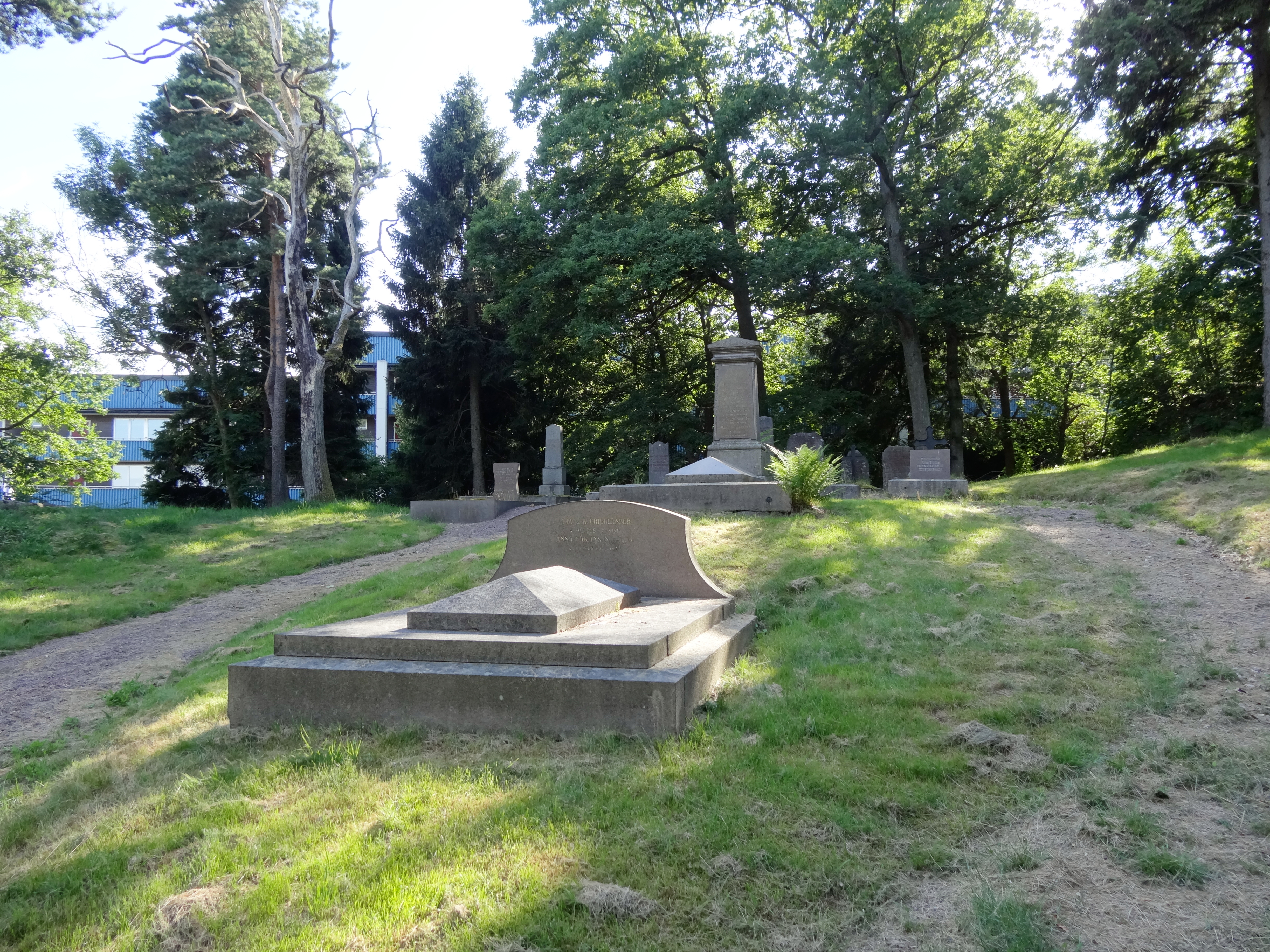
Gravstenarna på Friedländerska kyrkogården.

Friedländerska kyrkogården är en privatägd kyrkogård på Hisingen i Göteborg, i hörnet av Litteraturgatan/Skälltorpsvägen. Den har drygt tjugo gravplatser, vilket gör den till Göteborgs minsta kyrkogård. Kyrkogården tillhör Bäckebols gård och förklarades tillsammans med den som byggnadsminne 1964.